# Coryn Rivera
Coryn Rivera (ur. 26 sierpnia 1992) – amerykańska kolarka szosowa, zawodniczka zespołu Team Sunweb.

## Najważniejsze osiągnięcia
2011
- 1. miejsce na 1. etapie Tour Féminin en Limousin

2015
- 1. miejsce na 5. etapie Thüringen Rundfahrt der Frauen
- 5. miejsce w Philadelphia International Cycling Classic

2016
- 1. miejsce na 1. etapie Tour Femenino de San Luis
- 1. miejsce na 7. etapie Thüringen Rundfahrt der Frauen

2017
- 1. miejsce w Trofeo Alfredo Binda
- 1. miejsce w Ronde van Vlaanderen
- 1. miejsce na 3. etapie Tour of California
- 1. miejsce w RideLondon Classique
- 1. miejsce w mistrzostwach świata (jazda drużynowa na czas)
- 2. miejsce w Madrid Challenge by la Vuelta

2018
- 1. miejsce w The Women’s Tour
  - 1. miejsce na 2. etapie